# Лилик, Анна Иосифовна
Анна Иосифовна Лілік (Золотарева) (14 февраля 1927, теперь Курская область, Российская Федерация — ?)  — украинская советская деятельница, новатор сельскохозяйственного производства, агроном свеклосовхоза имени Дзержинского Бобровицкого сахарокомбината Бобровицкого района Черниговской области. Герой Социалистического Труда (23.06.1966). Депутат Верховного Совета СССР 7-8-го созывов.

## Биография
Родилась в крестьянской семье Иосифа Золотарева. В 1947 году закончила Рыльский сельскохозяйственный техникум РСФСР.
В 1947-1948 годах — бригадир садоводства и огородничества Озерянского Бобровицкого отделения свеклосовхоза имени Дзержинского Бобровицкого района Черниговской области. С 1948 года — агроном Затишшянського Бобровицкого отделения свеклосовхоза имени Дзержинского; мелиоратор-энтомолог Бобровицкого свеклосовхоза имени Дзержинского Черниговской области.
Окончила Ленинградский институт прикладной зоологии и фитопатологии.
С 1950-х годов — специалист по защите сельскохозяйственных растений от вредителей и болезней, с 1959 года — агроном свеклосовхоза имени Дзержинского Бобровицкого сахарокомбината Бобровицкого района Черниговской области.
Член КПСС с 1967 года.
Потом — на пенсии в городе Бобровица Черниговской области

## Награды
- Герой Социалистического Труда (23.06.1966)
- орден Ленина (23.06.1966)
- ордена
- медали